# 暁のパラダイス・ロード
「暁のパラダイス・ロード」（あかつきのパラダイス・ロード RIDIN' DOWN THE PARADISE ROAD）は、1983年3月21日に発売された、ALFEE15枚目のシングル。

## 概要
「SUNSET SUMMER」以来2作振りに桜井がメイン・ヴォーカルを務める。
「通り雨」以来、4作振りにオリジナル・アルバム未収録。
発売当時、初の武道館公演が発表直後で、チケット申込用紙（抽選用紙ではない）が封入された。
オリコンチャートは初登場時は50位だったが、その後順位を上げ、最終的に17位まで上り詰めた。高見沢は著書の中で「これはヒットすると思ったが、結局17位になったのを最後に売上は落ちていった」と語っている。
カップリング曲の「祈り」は、本作ではアコースティック・ギターと三声コーラスでの構成であるが、その後新録、ライヴにおいて何度か別アレンジが施された。『ALFEE GET REQUESTS』ではライヴ・ヴァージョンを基にしたスタジオ録音盤が聴取可能。CD化はされていないが、「祈り2009」を映像作品にて視聴可能である。
ジャケットは東京湾13号埋立地（現在のお台場地区）で撮影された。本作発売3年後、1986年8月3日に10万人コンサートを開催した場所である。

## 収録曲
全曲　作詞・作曲：高見沢俊彦
1. 暁のパラダイス・ロード
  - 編曲：ALFEE with 井上鑑
2. 祈り
  - 編曲：ALFEE

## 収録作品
- ALFEE A面 コレクション（#1）
- ALFEE B面 コレクション（#2）
- ALFEE ベスト20（#1）
- PAGE ONE -13 PIECES OF ALFEE（#2、新録）
- ALFEE GOLD（#1）
- ALFEE 4WAY STORY（#2）
- アルフィーA面コレクション スペシャル（#1）
- アルフィーB面コレクション スペシャル（#2）
- THE ALFEE SINGLE HISTORY VOL.II 1983-1986（#1,2）
- THE ALFEE 單曲全集一（#1）
- ALFEE GET REQUESTS（#2、新録）

## 参加ミュージシャン
- YOSHIHIRO “GRICO” TOMIOKA（Drums）
- TAKAYUKI “E.T.” YAMAISHI（Keyboards）

## カタログ
- EP：7A 0259
- CD：S10A 0123（1988年6月21日発売）